# Brown-out (elektriciteit)
Een brown-out of brownout, ook wel spanningsdip genoemd, is een bedoelde of onbedoelde verlaging van de spanning (voltage) in een elektriciteitsnet. Dit in tegenstelling tot een black-out, waarbij de stroom volledig uitvalt. De term brown-out wordt ook regelmatig gebruikt om bedoelde of onbedoelde stroomuitval van een deel van een elektriciteitsnet aan te duiden (een gedeeltelijke black-out).

## Verlaagde elektrische spanning
Wanneer er in een elektriciteitsnet meer vermogen wordt gevraagd dan er wordt geleverd, daalt de spanning. In de meeste Europese landen wordt een netspanning van 230 volt gehanteerd.
Het effect van het spanningsverlies verschilt per type aangesloten elektrische apparatuur. Lampen zullen bijvoorbeeld alleen minder fel gaan schijnen, terwijl andere soorten apparatuur ter compensatie van het spanningsverlies meer stroom gaan vragen (het benodigde vermogen in watt is een vermenigvuldiging van de stroomsterkte in ampère en de spanning in volt), wat soms kan leiden tot oververhitting of schade. Er bestaat ook apparatuur die helemaal niet kan functioneren onder een bepaald voltageniveau of zeer afwijkend gedrag gaat vertonen.
Naast onbedoelde brown-outs als gevolg van een gebrek aan opwekking of uitvallen van infrastructuur, kan de netspanning ook bewust (tijdelijk) worden verlaagd als manier om overspanning van het net (met een volledige black-out als gevolg) te voorkomen. Door de mogelijke schade aan, of onverwachte gedragingen van, de aangesloten apparatuur kan een gedeeltelijke black-out de voorkeur hebben boven een brown-out. 
Cruciale infrastructuur zoals ziekenhuizen en datacenters zijn meestal uitgerust met Uninterruptible Power Supply (UPS) systemen, die het kortstondig wegvallen van de spanning onmiddellijk kunnen opvangen met behulp van accu’s.

## Regionale (on)geplande afschakeling
De term brown-out wordt, naast spanningsverlies, ook veelvuldig gebruikt voor het volledig (laten) uitvallen van de elektriciteit binnen bepaalde delen van een elektriciteitsnet. Het bewust afschakelen van bepaalde regio’s is een laatste redmiddel van netbeheerders om algehele stroomuitval te voorkomen. Dit kan nodig zijn als er niet voldoende wordt opgewekt voor het gehele elektriciteitsnet, of als er onvoldoende netcapaciteit is om de benodigde elektriciteit te transporteren. Wanneer er niet ingegrepen wordt om de netbalans te herstellen, kan dit mogelijk een cascadestoring tot gevolg hebben, zoals de Pan-Europese stroomstoring van 4 november 2006. Tijdens deze storing besloot Nederlandse netbeheerder TenneT tot het afschakelen van delen van Drenthe.
Dergelijke bewuste brown-outs komen vaker voor in landen met een minder ontwikkelde elektriciteitsinfrastructuur. Soms worden deze ingepland en aangekondigd, en uitgevoerd middels een roulatiesysteem. Het kan echter ook regelmatig voorkomen dat de brown-outs onverwacht worden uitgevoerd. In België is een officieel afschakelplan ingesteld, waarbij het land is onderverdeeld in 8 schijven. In tijden van ernstige stroomtekorten, zoals dreigde in het najaar van 2018 door onvoorzien onderhoud aan de kerncentrales, kunnen deze schijven tijdelijk worden afgeschakeld. Daarbij worden provinciale hoofdsteden en stadskernen met meer dan 50.000 inwoners zoveel mogelijk ontzien.
Hoewel brown-outs, gepland en ongepland, zeldzaam zijn in Nederland, wordt het bewaren van de netbalans ingewikkelder door de overgang naar een weersafhankelijke elektriciteitsvoorziening tijdens de energietransitie. Netbeheerder TenneT gebruikte de weersgegevens van Nederland over een periode van 30 jaar om te onderzoeken hoe vaak in deze dertig jaar stroomtekorten zouden zijn ontstaan bij een volledig klimaatneutrale elektriciteitsvoorziening. Het bleek dat de norm van maximaal 4 uur stroomuitval per jaar in acht jaren niet zou worden gehaald. Daarmee neemt de kans op geplande brown-outs in Nederland toe bij een toenemend aandeel wind- en zonne-energie, mits er geen middelen voor het opvangen van de fluctuaties in opwekking beschikbaar zijn.